# Brassaï
Brassaï, pseudónimo de Gyula Halász (9 de septiembre de 1899 - 8 de julio de 1984) fue un fotógrafo húngaro conocido por sus trabajos sobre París, ciudad donde desarrolló su carrera.
Gyula Halász nació el 9 de septiembre de 1899 en Brașov (Brassó, en húngaro) entonces parte de Hungría, hoy perteneciente a Rumania. A los tres años su familia se trasladó a París durante un año mientras su padre, profesor de literatura, enseñaba en la universidad de La Sorbona. De joven, Gyula Halász estudió pintura y escultura en la Academia de Bellas Artes de Budapest antes de alistarse en el regimiento de caballería de la armada austrohúngara hasta el final de la Primera Guerra Mundial. En 1920 Halász se estableció en Berlín donde trabajó como periodista y estudió en la Universidad de las Artes de Berlín.
En 1924 se trasladó a París, donde vivió por el resto de su vida. Empezó a aprender francés leyendo la obra de Marcel Proust y, viviendo entre los numerosos artistas del barrio de Montparnasse, empezó a trabajar como periodista. Pronto estableció amistad con Henry Miller, Léon-Paul Fargue y el poeta Jacques Prévert.
El trabajo de Gyula Halász y su amor por la ciudad, cuyas calles recorría asiduamente de noche, le llevó a la fotografía. Más tarde escribiría que la fotografía le permitía atrapar la noche de París y la belleza de las calles y jardines, bajo la lluvia y la niebla. Usando el nombre de su lugar de nacimiento, Gyula Halász se hizo conocer con el seudónimo de "Brassaï", que significa "de Brașov". Brassaï capturó la esencia de la ciudad en sus fotografías, publicando su primer libro fotográfico en diciembre de 1932. Sus esfuerzos tuvieron gran éxito, siendo llamado "El ojo de París" en un ensayo por su amigo Henry Miller. Además de fotos del lado sórdido de París, también produjo escenas de la vida social de la ciudad, sus intelectuales, su ballet y grandes óperas. Fotografió a muchos de sus amigos artistas, incluidos Salvador Dalí, Pablo Picasso, Henri Matisse, Alberto Giacometti y a muchos de los prominentes escritores de la época como Jean Genet y Henri Michaux.
En 1956, su película Tant qu'il aura des bêtes ganó el premio a la película más original en el Festival de Cannes y el 1978 ganó el Gran Premio Nacional de la Fotografía francés.
Considerado por muchos como uno de los grandes fotógrafos del siglo XX, Gyula Halász murió el 8 de julio de 1984 en Èze (Alpes-Maritimes), al sur de Francia y fue enterrado en el cementerio de Montparnasse de París.
En 2000, una exposición de 450 de sus obras fue organizada con la ayuda de su viuda, Gilberte, en el centro Georges Pompidou de París.

## Creación literaria
Brassaï también escribió diecisiete libros y numerosos artículos, incluyendo la novela Histoire de Marie en 1948, que fue publicada con un prólogo de Henry Miller. Sin duda una de sus obras de mayor interés es Conversaciones con Picasso (1964), artista al que fotografió en innumerables ocasiones y con el que le unía una especial amistad y una sincera admiración mutua.